# ケプラー61b
ケプラー61b(英語:Kepler-61b)とは地球からはくちょう座の方角に約1100光年離れたところにあるK型主系列星、ケプラー61を公転している太陽系外惑星である。この太陽系外惑星は系内のハビタブルゾーンにあり、スーパーアースに分類される。2013年にトランジット法でケプラー宇宙望遠鏡によって発見された。

## 特徴

### 質量・半径・温度
ケプラー61はスーパーアースに分類され、半径・質量がともに地球よりも大きいが天王星や海王星よりは小さい。地球の2.15倍の半径を持ち、地球の6.65倍もの質量を持つ。平衡温度は273 K(0 ℃)である。半径が2.15 R⊕で質量が6.65 M⊕のとき、平均密度は3.6 g/cm3となり、これは火星の3.93 g/cm3よりも小さい。この密度の低さからケプラー61bは揮発性物質が存在する海洋惑星であると考えられている。

### 恒星
この惑星はスペクトル型Kのケプラー61の周囲を公転している。質量は0.635 M☉、半径が0.62 R☉であり、太陽よりも小さい。有効温度は4017 K、年齢は下限が10億歳で、有効温度は太陽よりも低く(太陽は5778 K)、年齢は太陽よりも若い(太陽は46億歳)。視等級は+15で、肉眼では見えない。

### 軌道
ケプラー61bは主星の周囲を59.877日で公転しており、軌道長半径は地球の約0.27倍で、水星の0.7倍である。離心率は0.25近くあり楕円軌道をとっている。

## 居住性

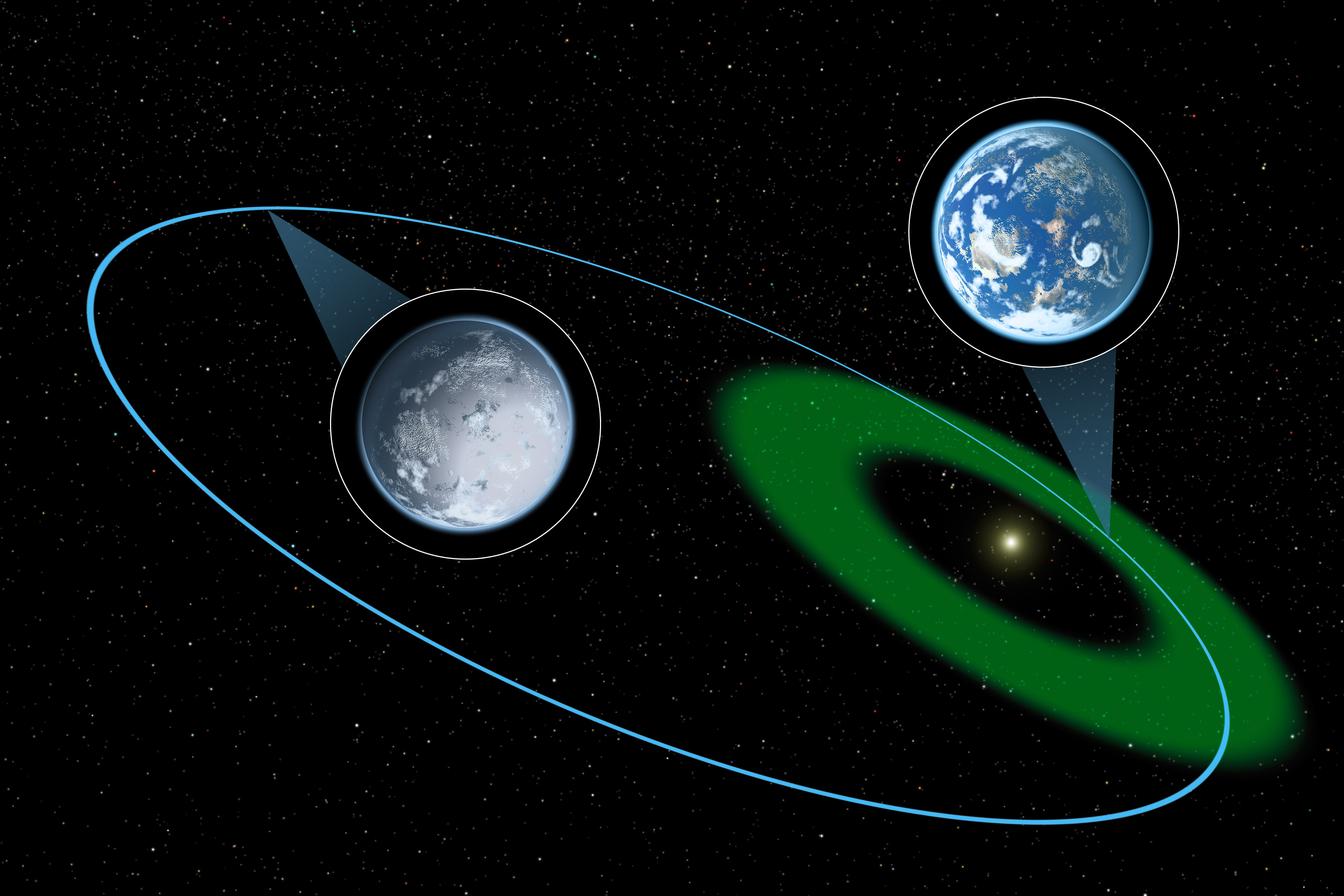
離心率が高く、ハビタブルゾーンを一期間しか通らない太陽系外惑星の想像図。

ケプラー61bはアルベドが高く液体の水が存在でき、比較的湿度が低く大気圧が高いハビタブルゾーンの中にある。しかし、惑星が恒星に近いことから潮汐ロックが起こっていると考えられている。
平衡温度は273 K(0 ℃)と推定されているため、地球に近い。もしこの惑星が地球に似ていたらケプラー61系はまだ10億歳であるため生命が存在する候補となるが、半径が地球の2倍以上あるため表面が岩石質ではなく、ガスから成る可能性がある。しかし、ガス惑星であっても生命の存在する可能性がなくなるわけではない。この惑星は衛星を持つ可能性があり十分大気の性質や気圧が良ければ液体の水や生命が存在する可能性がある。しかし、そのような衛星は自然に形成されないため捕獲される必要がある。
衛星が安定した軌道をとる場合、衛星の惑星に対する公転周期Psと惑星の恒星に対する公転周期Ppの間では
{\displaystyle P_{s}<{\frac {1}{9}}P_{p}}
になることが知られている。シミュレーションでは巨大ガス惑星や褐色矮星の衛星で太陽に似た恒星から1 auほどの位置にある場合、公転周期は45日から60日が最適とされている。ケプラー61bの場合はこれとほぼ同じになると考えられている。
潮汐力による効果は衛星でプレートテクトニクスが起こる要因になると考えられており、火山活動による衛星の温度上昇や磁場の生成、いわゆるダイナモ効果に関与している。
しかしケプラー61bに衛星があったとしてもケプラー61b自体の軌道離心率が高いことから逆にケプラー61bの軌道により居住性が低くなる可能性がある。ケプラー61bは主星ケプラー61に一番近い所(近点)で310 K(37 ℃)であるが一番遠い所(遠点)では240 K(-33 ℃)と水が液体の状態では存在できない。これらの温度は温室効果による影響を考えていないため、これよりも暑くなる場合がある。

## 発見
2009年、NASAのケプラー宇宙望遠鏡は恒星面のトランジットを検出する光度計の運用を終了した。最終調査においてはKepler Input Catalog(KIC)に登録された50000もの恒星が観測され、その中にはケプラー61も入っていた。視線速度の観測から光度曲線における低下が惑星によるものだと判明し、2014年4月24日に公表され、2014年7月30日にアストロフィジカルジャーナルで公表された。